# كاساندريا
كاساندريا (Κασσάνδρεια) هي مدينة في هالكيديكي في مقاطعة فوريا إلادا في اليونان.
يبلغ عدد سكانها حوالي 2708 نسمة.